# Liste des évêques de Périgueux

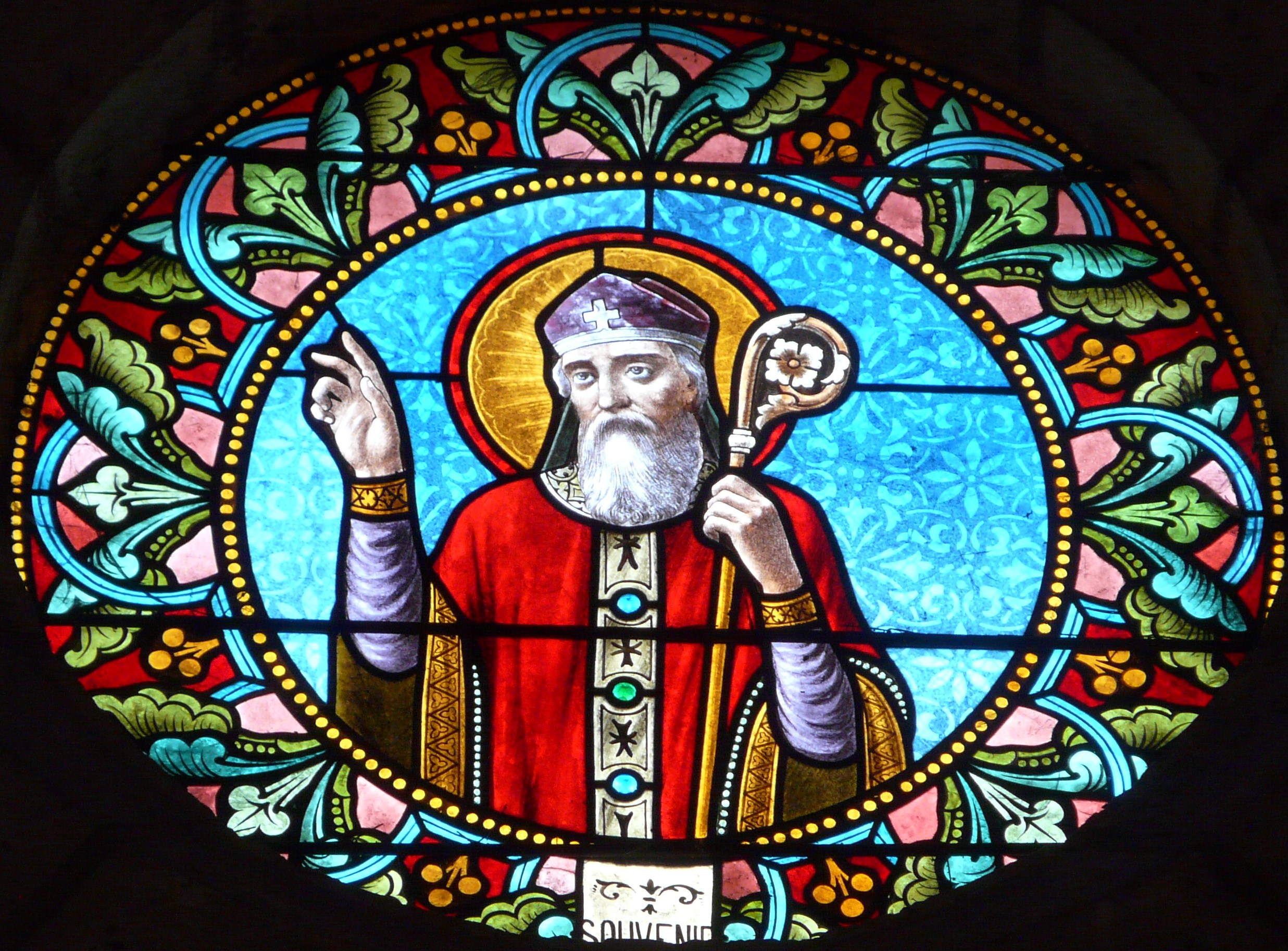
Vitrail de l'église de Lalinde représentant saint Front, premier évêque.

La liste des évêques de Périgueux, du diocèse éponyme, est établie ci-dessous. Celui-ci est un temps supprimé et son territoire rattaché au diocèse d'Angoulême (29 novembre 1801-1817).

## Antiquité

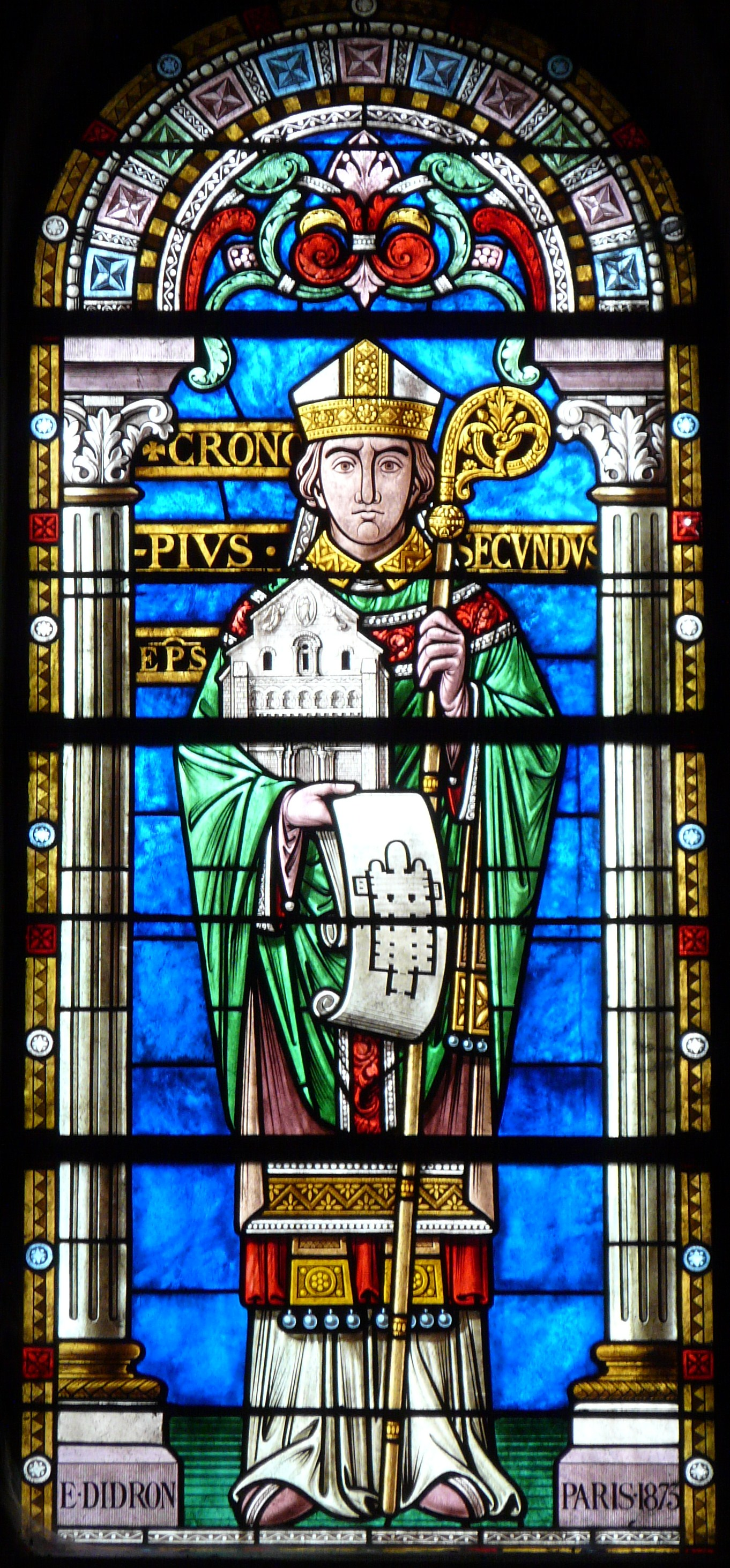
Représentation de l'évêque Chronope sur un vitrail de la cathédrale Saint-Front. Œuvre de 1873 d'Édouard Didron.

- Saint Front ?
- Agnan ?
- Chronope Ier?
- vers 356 : Paterne
- vers 380 : Gavide
- vers 410 : Pégase

## Moyen Âge
- vers 506-vers 533 : Chronope II
- vers 540 : Sabaude
- vers 582 : Chartier
- vers 590 : Saffaire
- vers 629 : Austier
- 673-675 : Ermenomaris
- vers 767-vers 778 : Bertrand[1]

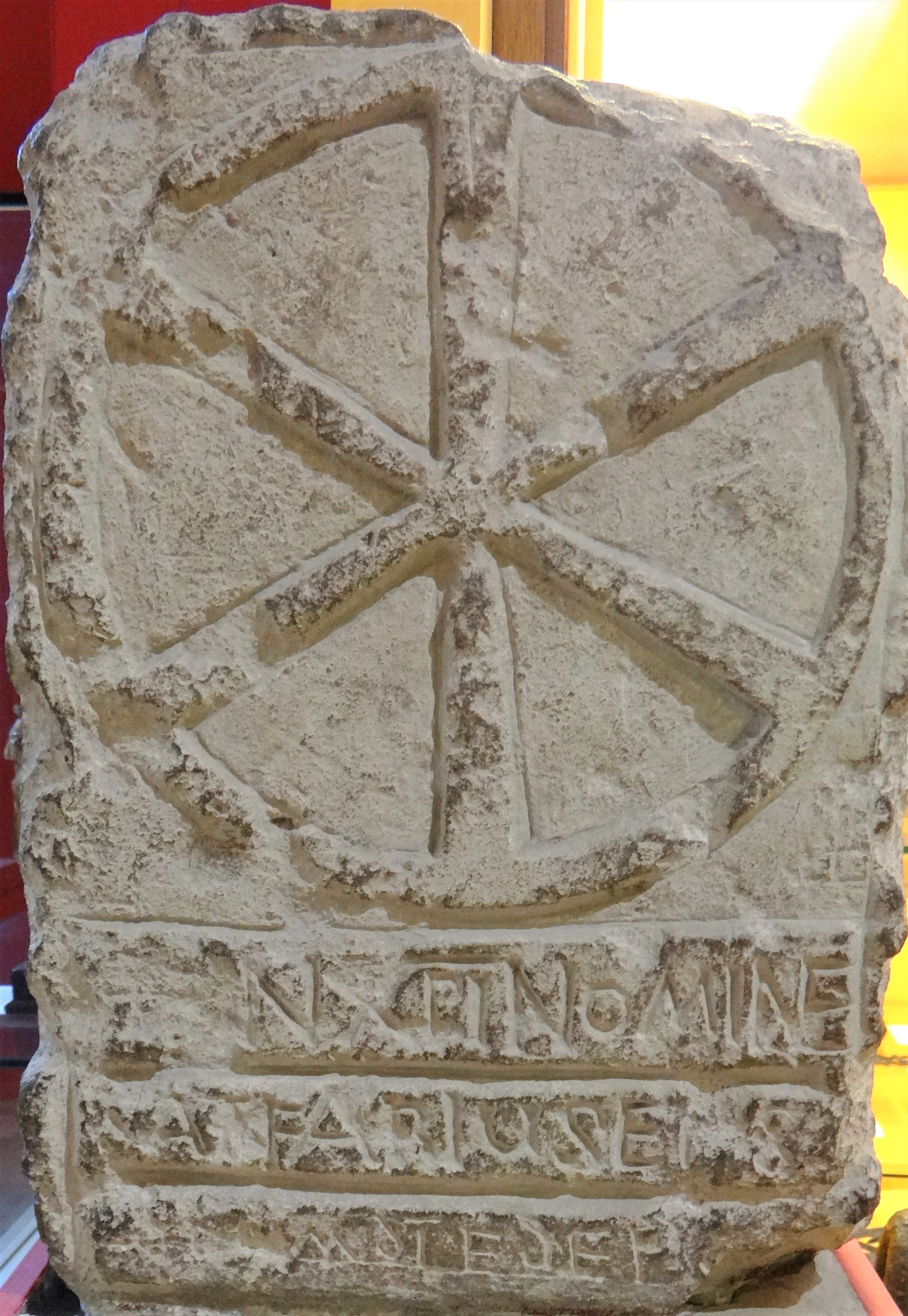
Stèle funéraire - Épitaphe de l'évêque Saffaire.
Musée d'art et d'archéologie du Périgord

- vers 805-vers 811 : Raimond Ier[1]
- vers 844 : Ainard[1]
- vers 900 : Sébaude[1]
- 977-991 : Frotaire[1]
- 992-1000 : Martin de La Marche et de Périgord[1]
- 1000-1013 : Raoul de Scorailles ou Raoul de Couhé[1], il fait un pèlerinage en Palestine vers 1010
- 1013-1036 ou 1037 : Arnaud de Vitabre[1]
- vers 1037-1059 : Géraud de Gourdon[1]
- 1060-1081 : Guillaume Ier de Montbron
- 1081-1101 : Raynaud de Thiviers[2]
- 1101-1101 : Raimond II
- 1102-1129 : Guillaume II d'Auberoche[3]
- 1130-1138 : Guillaume III de Nanclars[4]
- 1138-1142 : Geoffroi Ier de Cauze
- 1142-1147 : Pierre Ier
- 1148-1158 : Raimond III de Mareuil
- 1160-1169 : Jean Ier d'Assida (ou d'Asside)[5]
- 1169-1182 : Pierre II Minet
- 1182 ou 1183-? : Raymond de Pons
- 1185-1197 : Adhémar Ier de La Tour
- 1197-1210 : Raimond IV de Châteauneuf
- 1210-1220 : Raoul Ier de Leron de Lastours
- 1220-1233 : cardinal Raimond V de Pons
- 1234-1266 : Pierre III de Saint-Astier
- 1267-vers 1280 : Élie Ier Pilet, devient patriarche latin de Jérusalem
- vers 1282-vers 1295 : Raimond VI d'Auberoche
- 1297-vers 1312 : Audouin
- 1314-1331 : Raimond VII
- 1332-1333 : Giraud
- 1333-1335 : Pierre IV
- 1336-1340 : Raimond VIII
- 1340-vers 1346 : Guillaume IV Audibert
- 1347-1348 : Adhémar II
- 1349-vers 1382 : Pierre V Pin
- 1384-1385 : Elie II Servient
- 1387-vers 1400 : Pierre VI de Durfort
- vers 1402 : Guillaume V Lefèvre
- vers 1405 : Gabriel Ier
- 1407-1408 : Raimond IX de Castelnau
- 1408-vers 1430 : Jean II
- 1431-vers 1436 : Bérenger
- 1437-1438 : Elie III
- 1438-1439 : Pierre VII de Durfort
- 1440-1441 : Raimond X
- 1441-vers 1446 : Geoffroi II Bérenger d'Arpajon
- 1447-1463 : Elie IV de Bourdeille
- 1463-1470 : Raoul II du Fou, devient évêque d'Angoulême (1470-1479).
- 1470-1485 : Geoffroi III de Pompadour (+1514), auparavant évêque d'Angoulême (1465-1469)
- 1486-1500 : Gabriel II du Mas (+1500)
- 1500-1504 : Geoffroi III de Pompadour, de nouveau mais comme administrateur du Diocèse.
- 1504-vers 1510 : Jean III Auriens

## Époque moderne
- 1511-1522 : Guy Ier de Castelnau
- 1523-1524 : Jacques-Maurice de Castelnau-Bretenoux
- 1525-1531 : Jean IV de Plas (+1543)
- 1531-1540 : Foucauld de Bonneval (+1540)
- 1540-1541 : Claude de Longwy (1484-1561), cardinal de Givry, administrateur du Diocèse
- 1541-1548 : Augustin Trivulce (+1548)
- 1548-1550 : Jean V de Lustrac (+1550)
- 1550-1552 : Geoffroi IV de Pompadour (+1552)
- 1553-1557 : Guy II Bouchard d'Aubeterre
- 1557-1560 : Antoine d'Apchon
- 1561-1575 : Pierre VIII Fournier (+1575)
- 1575-1600 : François Ier de Bourdeille (1516-1600)
- 1600-1612 : Jean VI Martin (+1612)
- 1613-1646 : François II de La Béraudière (1556-1646)
- 1646-1648 : Jean VII d'Estrades (1608-1684)
- 1648-1652 : Philibert de Brandon (+1652)
- 1653-1665 : Cyr de Villers La Faye (+1665)
- 1666-1693 : Guillaume Le Boux (1621-1693)
- 1693-1702 : Daniel de Francheville (1648-1702)
- 1702-1719 : Pierre IX Clément (1646-1719)
- 1721-1731 : Michel-Pierre d'Argouges (1685-1731)
- 1731-1771 : Jean VIII Chrétien de Macheco de Prémeaux (1697-1771)
- 1771-1773 : Gabriel III Louis de Rougé (1729-1773)
- 1773-1790 : Emmanuel-Louis de Grossoles de Flamarens (1736-1815)

## Révolution française
- 1791-1793 : Pierre Pontard (1749-1832), évêque constitutionnel de la Dordogne.
- 1800-1801 : Antoine Bouchier (1741-1801)

## Évêquesconcordataires
- 8 août 1817- 11 août 1835 : Alexandre-Charles-Louis-Rose de Lostanges-Sainte-Alvère (1763-1835)
- 6 octobre 1835-26 mai 1840 : Thomas-Marie-Joseph Gousset (1792-1866)
- 4 août 1840-20 décembre 1860 : Jean-Baptiste-Amédée Georges-Massonnais (1805-1860)
- 30 janvier 1861-28 mars 1863 : Charles-Théodore Baudry (1817-1863)
- 16 mai 1863-28 février 1901 : Nicolas-Joseph Dabert (1811-1901)[6]
- 5 avril 1901-3 septembre 1906 : François-Marie-Joseph Delamaire (1848-1913)

## XXeetXXIesiècles
- 12 septembre 1906-1er janvier 1915 : Henri-Louis-Prosper Bougoüin (1845-1915)
- 1er juin 1915-9 juillet 1920 : Maurice-Louis-Marie Rivière
- 13 août 1920-30 juillet 1931 : Christophe-Louis Légasse (1859-1931)
- 16 août 1932-3 août 1965 : Georges-Auguste Louis (1882-1967)
- 3 août 1965-15 octobre 1988 : Jacques Patria (1915-2001)
- 15 octobre 1988-5 mars 2004 : Gaston Poulain (1927-2015)
- 5 mars 2004-18 juin 2014 : Michel Mouïsse (1939-)
- depuis le 18 juin 2014 : Philippe Mousset (1955-

## Sources
- Pierre Lespine, « Catalogue des évêques de Périgueux (300-1295) », 132p., manuscrit dossier Périgord 30, Bibliothèque nationale de France (lire en ligne)
- La grande encyclopédie, inventaire raisonné des sciences, des lettres et des arts, vol. 26, Paris, 1885-1902, p. 381
- (en) « L’Annuaire pontifical », sur le site de la hiérarchie catholique
- Guy Penaud, Le Grand Livre de Périgueux, Éditions de La Lauze, 2003, p. 201 à 204
- Histoire des diocèses du Périgord et des évêques de Périgueux et Sarlat, Éditions Impressions Christophe Lafont, 2010